# Shantae Advance: Risky Revolution
Shantae Advance: Risky Revolution, est un jeu vidéo de plates-formes développé par WayForward Technologies et édité par Limited Run Games.
Il est le sixième jeu de la série Shantae et fait suite au premier opus, sorti sur Game Boy Color en 2002 et édité par Capcom. À l'origine prévu pour sortir sur Game Boy Advance, il est abandonné en 2004 par WayForward, faute d'avoir trouvé un nouvel éditeur pour publier cette suite.
Finalement, avec l'aide de Limited Run Games, le studio reprend le développement du jeu qui sort en avril 2025 sur Game Boy Advance en édition limitée. D'autres versions sont également prévues la même année sur Windows, PlayStation 4, PlayStation 5 et Nintendo Switch.

## Synopsis
L'intrigue se situe entre les événements de Shantae et Risky's Revenge. Risky Boots, l'ennemie jurée de Shantae, construit un appareil appelé le Tremor Engine dans une grotte, lui permettant de faire pivoter et de réorganiser le continent de Sequin Land, exposant les villages et autres territoires, afin que son équipage de pirates puisse les piller. La demi-génie repart à l'aventure pour reprendre le contrôle de cette machine et empêcher la pirate de parvenir à ses fins. Pour réussir, elle compte sur le soutien de ses amis Sky, Bolo et Rottytops.

## Système de jeu
Shantae Advance: Risky Revolution est un jeu de plates-formes en 2D à défilement horizontal. Le joueur contrôle Shantae, une demi-génie qui possède la capacité de fouetter ses adversaires avec ses cheveux, ainsi qu'une danse du ventre magique[réf. nécessaire] qui lui permet de se transformer en six animaux (oiseau, singe, éléphant, etc.) afin de résoudre certaines énigmes ou simplement de progresser dans les niveaux. Le personnage peut également voler dans l'air, nager, grimper et creuser en fonction des niveaux.
De plus, Shantae peut modifier le design des niveaux arpentés, en passant en arrière-plan et inversement grâce à des portes afin de résoudre des énigmes et découvrir de nouveaux chemins,.
Hors aventure, un mode Affrontement est présent, en multijoueur local jusqu'à quatre joueurs en vue du dessus dans des arènes en rotation, et dans lequel le joueur peut incarner Shantae, Sky, Bolo et Rottytops.

## Développement

### Échec de la production originale
En 2002, le studio américain WayForward Technologies publie Shantae sur la Game Boy Color de Nintendo alors que la fin de production de cette console portable est proche, et que le lancement de la Game Boy Advance est déjà effectué depuis un an. Une suite intitulée Shantae Advance est alors envisagée sur Game Boy Advance. L'équipe se compose d'environ six membres dont le directeur Matt Bozon et sa compagne  Erin Bozon (à eux deux, ils ont élaboré la conception du personnage principal) ainsi que les programmeurs Michael Stragey et Jimmy Huey,. Le studio recherche un éditeur pour financer le jeu pendant qu'il poursuit le développement du jeu, créant au passage une démo d'une durée de 90 minutes,,. Or, il ne parvient pas à en trouver, en raison de la faible quantité de ventes du précédent opus, et le projet est abandonné en 2004,. À ce stade, Matt Bozon rapporte, dans un échange de mails adressé à la rédaction de Nintendo Life en mars 2024, que 50 % du jeu était achevé en termes de volume global de travail. Par la suite, le studio publie d'autres opus de la série Shantae comme Risky's Revenge (2010) de manière indépendante sur Nintendo DS, puis Shantae and the Pirate's Curse (2014) notamment sur Nintendo 3DS, ainsi que Half-Genie Hero (2016) et enfin Shantae and the Seven Sirens (2019).

### Reprise de la conception
En juillet 2023, WayForward dévoile par l'intermédiaire d'une vidéo sur leur chaine YouTube, la relance de la production du jeu sur Game Boy Advance tel qu'il aurait dû être 20 ans auparavant, sous l'intitulé Shantae Advance: Risky Revolution,. En effet, le studio a conservé les fichiers du projet initial. De ce fait, le jeu est toujours conçu comme une suite directe au premier Shantae si bien qu'il est chronologiquement le second épisode de la série. Par ailleurs, l'équipe de développement est toujours constituée des mêmes acteurs clés du studio lors de la conception originale avec le réalisateur Michael Stragey et Matt Bozon en tant que directeur de la création, tout comme Erin Bozon à la création artistique. Aussi, le studio est obligé d'utiliser les mêmes outils utilisés sous DOS afin de terminer le développement du jeu :

« Nous ne bénéficions d'aucun outil moderne [...]. Ce n'est pas réellement par choix. Il ne s'agit pas d'un jeu rétro en hommage, mais d'un authentique jeu Game Boy Advance utilisant un code datant de 2002. Une fois le jeu terminé, c'est essentiellement le jeu qu'il aurait été il y a presque 25 ans, si nous avions terminé le travail à l'époque. »

— Matt Bozon.
La composition musicale du jeu est l'œuvre de Madeline Lim. Elle contribue à la bande originale de la série depuis le précédent opus Shantae and the Seven Sirens (2019). Le mini-jeu au câble link a été programmé par Jimmy Huey lors de la conception originale du jeu alors qu'il ne fait plus partie du studio[réf. nécessaire]. D'autres membres non mentionnés ont pris par au développement du jeu en fonction du besoin du studio.
En outre, le jeu supporte le multijoueur à quatre joueurs en local à partir d'une seule cartouche grâce au câble link de la portable.
En novembre 2023, au cours d'un évènement organisé par Nintendo,, le studio dévoile par le biais d'une bande-annonce, le portage supplémentaire de Shantae Advance: Risky Revolution, reconstruit sur le moteur Unity pour des plates-formes plus contemporaines : Nintendo Switch, Windows, PlayStation 4, PlayStation 5 et pour une sortie commune en 2024. Le jeu est édité par Limited Run Games et sort en avril 2025. Il est notamment jouable au cours du salon PAX de Boston de mai 2025.

## Commercialisation
La précommande de la version physique de Shantae Advance: Risky Revolution sur Game Boy Advance est lancée à partir du 23 février 2024 jusqu'au 7 avril 2024 sous la forme de deux éditions : l'une « standard » avec une cartouche violette fonctionnelle et l'autre « collector » avec une cartouche dorée jouable et divers produits dérivés imaginés par Limited Run Games,.

### Vidéographie
1. 1 2 3  (en) [vidéo] WayFord, « Shantae Advance: Risky Revolution - LRG3 Announcement Video », sur YouTube, 12 juillet 2023.